# İbrahim Üzülmez
Ibrahim Üzülmez est footballeur turc né le 10 mars 1974 dans le petit village de Hikmetbey. 
Üzülmez est né dans la campagne turque, il partait souvent dans les champs jouer au football avec ses amis sans l'autorisation de son père. En écoutant à la radio les matchs commentés par Metin Tekin, il rêvait d'aller au stade BJK İnönü de Besiktas.
À l'âge de 16 ans, alors qu'il joue au football avec ses amis dans la petite ville de Gönen, il est repéré par les dirigeants de Gönenspor qui le recrutent pour un an. Il a ensuite été transféré à Karabükspor où il est rarement inclus dans l'effectif. Peu après, il effectue son service militaire à Amasya, et en même temps il joue au club d'Amasyaspor.
À la fin de son service militaire, il est transféré au club de première ligue Gaziantepspor où il joua un an et demi. 
Quand la période des transferts s'est ouverte, son rêve s'est réalisé lorsqu'il a été convoité par le club de Besiktas. Ibrahim réalisa sa meilleure saison en 2002/2003 où il fut sélectionné avec l'équipe nationale turque. 
Il se déclarera, en 2005, capable de jouer au Real Madrid si ses centres étaient plus précis.  
Lors de la saison 2009-2010, il perd sa place de titulaire au profit du jeune İsmail Köybaşı.
İbrahim Üzülmez signe jusqu'à la fin de la saison 2010-2011 un nouveau contrat de 1 an. Il gagnera 1 100 000 de TL et 32 000 par match.

## Palmarès
- Championnat de Turquie de football en 2002-2003 avec Beşiktaş JK
- Coupe de Turquie de football en 2006 au Beşiktaş JK
- Coupe de Turquie de football en 2009 au Beşiktaş JK[4]
- Championnat de Turquie de football en 2008-2009 avec Beşiktaş JK[5]

## Carrière entraineur
- nov. 2015-déc. 2015 :  Elazigspor
- jan. 2016-2016 :  Gençlerbirliği
- déc. 2016-2017 :  Gaziantepspor
- déc. 2019-2020 :  Bursaspor
- 2020-août 2020 :  MKE Ankaragücü SK
- mai 2022-mars 2023 :  Eyüpspor